# Берат (область)
Берат (алб. Qarku i Beratit) — одна з областей на півдні Албанії. Адміністративний центр — Берат. Складається з округів Берат, Кучова та Скрапари. Берат є частиною Всесвітньої спадщини ЮНЕСКО (вписаний 2005 року відповідно до критеріїв III і IV) площа якого 136,2 акрів. Він розташований за 123 км на південь від Тирани, столиці Албанії.
Історична, культурна архітектурна спадщина візантійської епохи та Османської імперії переконливо представлено у багатьох пам'ятках які досі добре збереглися і підтримуються у такому стані у Бераті. Він широко відомий як «Місто тисячі кроків», а також «місто-музей».

## Історія
Антіпатрея (грец. Αντιπάτρεια) давньогрецький поліс в області Епір, нині Берат. Місто було засноване під назвою Антіпатрея Кассандром, який назвав її на честь свого батька Антіпатра у 314 до н. е... Давньогрецькі фортеці та поселення збереглись досьогодні. Племена Д. існували у цій області…, ще у VI столітті до н. е. Місто було захоплене римлянами у II столітті до н. е. Лівій (31.27.2) описує Антипатром як сильно укріплене місто яке римляни розграбували та спалили. Місто складалося з двох укріплень на обох берегах річки Осим…
Історичні рукописи, такі як рукопис VI століття Кодекс Beratinus, виявлений 1868 року, і Кодекс Aureus, IX століття грецькою мовою. Рукописи розповіли багато про історію регіону; 76 з 100 рукописів, які зберігаються у Національному архіві Албанії взяті з області Берат, із зазначенням її історичного значення.

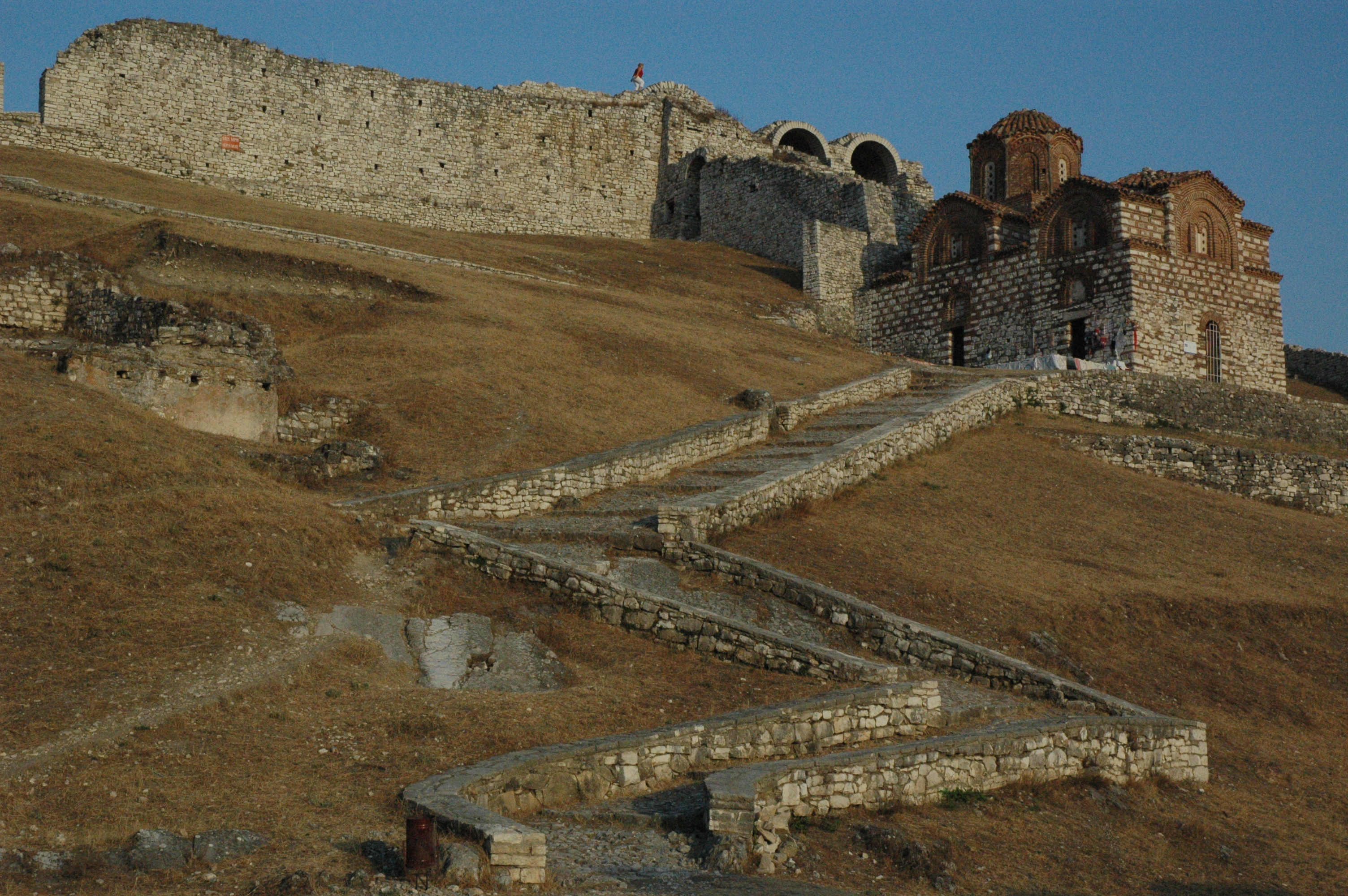
Вхід до цитаделі Берат, з XIII століття візантійська церква Святої Трійці

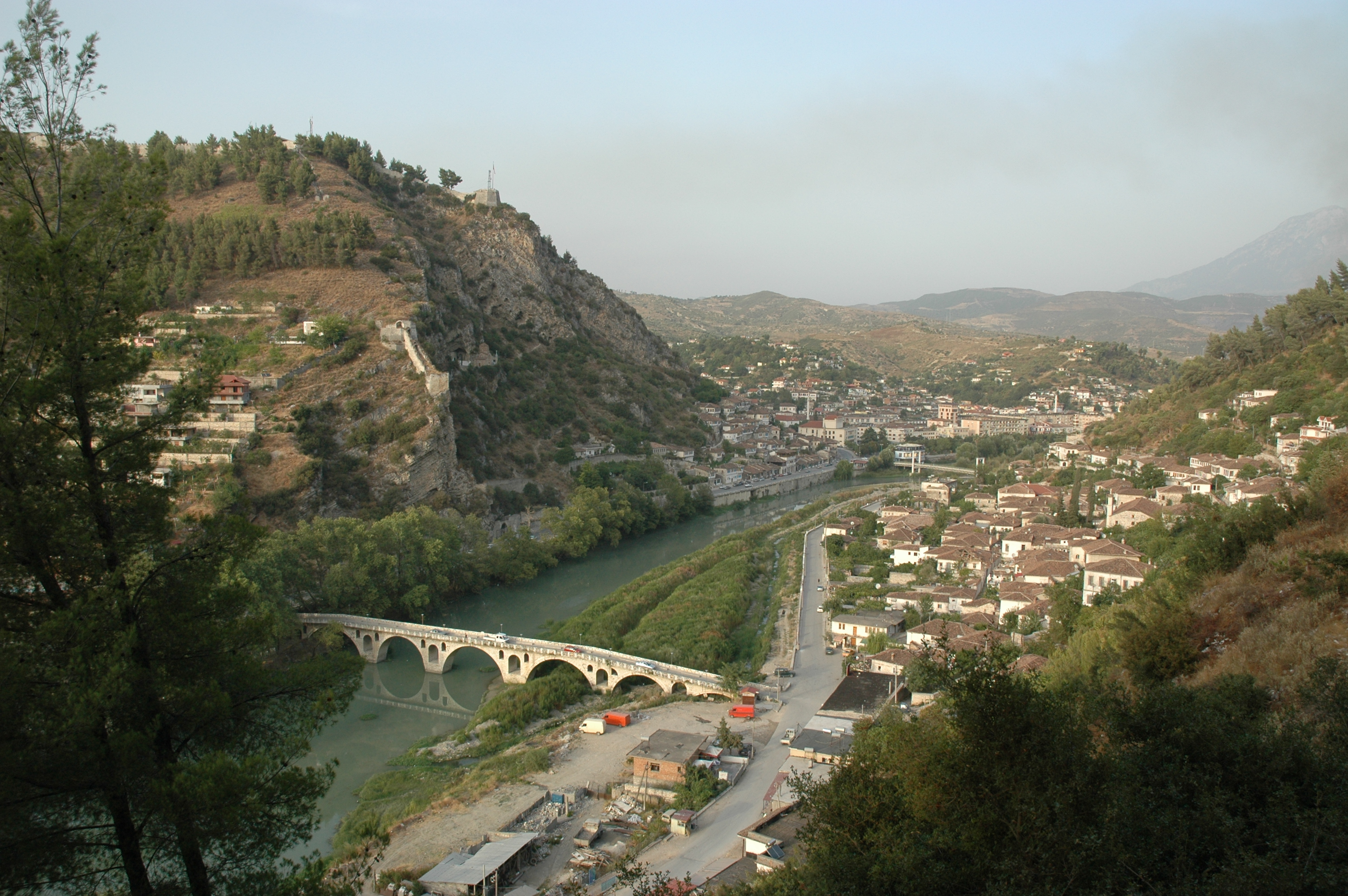
Річка Осим, що протікає через Берат, з пагорба цитаделі

Місто Берат став частиною Візантійської імперії після падіння Римської імперії і, разом з більшою частиною решти Балканського півострова, він страждав від повторюваних вторгнень слов'янських народів та інших племен. У Візантійський період, він був відомий як Pulcheriopolis.
Болгари під керівництвом Симеона I захопили місто у IX столітті та перейменували його в «Beligrad» (Біле місто). Вони були витіснені у XI столітті. У XIII столітті, він увійшов до Епіру правителем якого був Михайло Дука. В останній частині XIII століття Берат знову потрапив під контроль Візантійської імперії. У 1280–1281 роках, сицилійці обложили Берат. У березні 1281, військо з міста Константинополь під командуванням Михайло Tarchaneiotes вдалося відігнати сицилійців, які тримали облогу. У 1335–1337, албанські племена вийшли у район Берата…,
Османська імперія завоювала Берат 1450 року після облоги Берата та зберегли її у своєму складі до 1912 року. Однак, Алі-паша (1744–1822), албанська правитель, взяли Берат під свій контроль завдяки політицы обману, підкупу та завдяки сміливим політичним крокам та зрештою визнаний султаном Османської імперії. Він приєднав до своїх володінь місто 1809 року…. Під час османського панування, він був відомий як Arnavut Belgradı, а потім під назвою Берат.
У ранній період османського панування, у Бераті відбувався серйозний спад. До кінця XVI століття у ньому було лише 710 будинків. Однак, він почав відновлюватися з XVII століття і став великим центром ремесла в Османських Балканах, що спеціалізувався на різьбі по дереву. У XIX столітті, Берат відіграє важливу роль в албанському національному відродженні. У листопаді 1944 року, комуністи створили антифашистський уряд Національної ради визволення Албанії в Бераті, який очолив Енвер Ходжа.

## Географія

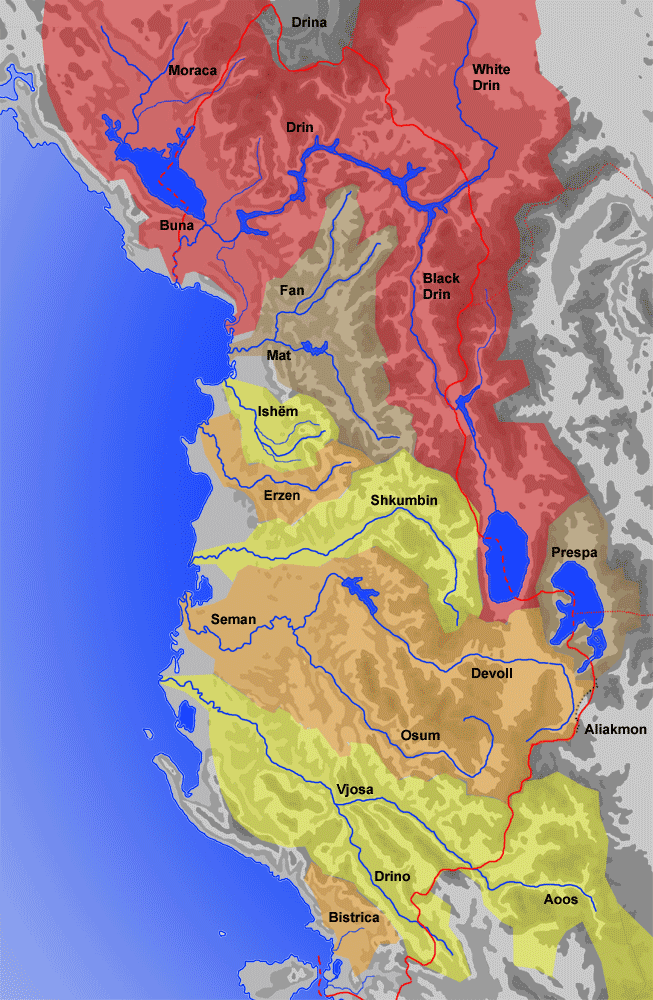
Річка Осумі протікає через територію області

Одна серед областей Албанії, які не мають меж з іншими країнами. Він межує з Ельбасані на півночі, Корчою на сході, з Гирокастром на півдні та Фіері на заході. Найбільша ріка Осам, протікає через місто Берат та приєднується до річки Молішт. Берат (відомий як «Олімп» або «трон богів» гори, вкриті густими сосновими лісами, а місто Берат розташоване на східчастих терасах «.
|                                            |  |  |
| Ліворуч: гори Шпірагу. Справа: гора Томорр |  |  |

Географічні утворення регіону часто згадуються у місцевому фольклорі. Згідно з легендою, гора Томорр — це гігант, який боровся своїм братом Шпірагом або Shpiragu в особі прилеглої гори, за любов до молодої жінки. два брати воювали за свою любов та зрештою вбили один одного. Легенда розповідає про жінку, заради якої вони билися. Від її туги зі сліз утворилась річка Осим. Ця жінка пізніше перетворилася на камінь, стала фундаментом, на якому тепер побудовано замок Берат. Гори видно з лісу.
Клімат у регіоні середземноморський, але змінюється залежно від рельєфу місцевості. Існують різноманітні мікроклімати у тому числі альпійський клімат. Літо сухе, а сильні дощі йдуть у зимовий період. Кліматичні умови поблизу Берат сприяють сільському господарству та пов'язаних з ним галузей промисловості.»

### Адміністративний устрій
| Область  | Адміністративний центр | Населення, осіб (2010) | Територія, км² | Муніципалітети                                                                                             |
| -------- | ---------------------- | ---------------------- | -------------- | --- |
| Берат    | Берат                  | 117 066                | 939            | Берат, Cukalat, Kutalli, Lumas, Otllak, Poshnjë, Roshnik, Sinjë, Tërpan, Ура-Вайгуроре, Velabisht, Vërtop. |
| Кучова   | Кучова                 | 34 907                 | 84             | Кучова, Perondi.                                                                                           |
| Скрапари | Чоровода               | 18 872                 | 775            | Bogovë, Çepan, Чоровода, Gjerbës, Leshnjë, Полічан, Potom, Qendër, Vëndreshë, Zhepë.                       |

Населення — 141 944 осіб (2011), площа — 1798 км².
Межує з областями:
- Ельбасан на півночі
- Корча на сході
- Гірокастра на півдні
- Фієрі на заході